# Преображенка (Пензенская область)
Преображенка — посёлок в Белинском районе Пензенской области России. Входит в состав Козловского сельсовета.

## География
Расположена в 3 км к югу от села Козловка.

## Население
| 2010 |
| ---- |
| 7    |

Посёлок является местом компактного расселения мордвы.

## История
Основан в начале XX в. Входил в состав Пичевского сельсовета. Отделение колхоза «Гигант».